# Stade Mario Camposeco
 (avril 2025).
Si vous disposez d'ouvrages ou d'articles de référence ou si vous connaissez des sites web de qualité traitant du thème abordé ici, merci de compléter l'article en donnant les références utiles à sa vérifiabilité et en les liant à la section « Notes et références ».
Le stade Mario Camposeco est un stade de football construit à Quetzaltenango, au Guatemala.
C'est le domicile d'un club parmi les plus anciens, le Xelaju MC (Los Chivos). Il peut accueillir 11 000 spectateurs et a été nommé en honneur de Mario Camposeco, l'un des joueurs du Xelaju MC.